# Adlullia peperites
Adlullia peperites är en fjärilsart som beskrevs av Collenette 1932. Adlullia peperites ingår i släktet Adlullia och familjen tofsspinnare. Inga underarter finns listade i Catalogue of Life.